# Boriloveț
Boriloveț (în bulgară Бориловец, în română Boroivăț) este un sat în Obștina Boinița, regiunea Vidin, Bulgaria. Localitatea a fost locuită compact de românii din Timocul bulgăresc.

## Demografie
Componența etnică a satului Boriloveț
     Bulgari (88,88%)
     Nicio identificare (11,11%)
     Altele (0%)
La recensământul din 2011, populația satului Boriloveț era de 198 locuitori. Din punct de vedere etnic, majoritatea locuitorilor (88,88%) erau bulgari. Pentru 11,11% din locuitori nu este cunoscută apartenența etnică.